# Watt (album van Ten Years After)
Watt is het vijfde studioalbum van de Britse rock- en bluesband Ten Years After. Het is de opvolger van hun meest succesvolle album Chricklewood green.

## Muzikanten
- Alvin Lee – zang, gitaar
- Leo Lyons – basgitaar
- Ric Lee – drums
- Chick Churchill – keyboards

## Muziek
Het album bestaat, net als de voorgangers, grotendeels uit rock- en bluesnummers met stevig gitaarspel. Maar er is ook weer ruimte voor experimenten, vooral op de tweede kant van het album. The band with no name is een kort instrumentaal nummer van ruim anderhalve minuut. Gonna run gaat over van rock in jazz en She lies in the morning verandert in een geluidscollage. Sweet little sixteen is een rock-'n-rollnummer, geschreven door Chuck Berry en live opgenomen tijdens het Isle of Wight-festival, dat plaatsvond in augustus 1970. Alle andere nummers zijn geschreven door Alvin Lee. 
| Nr. | Titel                 | Duur |
| --- | --------------------- | ---- |
| 1.  | I ‘m coming on        | 3:49 |
| 2.  | My baby left me       | 5:24 |
| 3.  | Think about the times | 4:45 |
| 4.  | I say yeah            | 5:17 |

| Nr. | Titel                              | Duur |
| --- | ---------------------------------- | ---- |
| 1.  | The band with no name              | 1:39 |
| 2.  | Gonna run                          | 6:04 |
| 3.  | She lies in the morning            | 7:27 |
| 4.  | Sweet little sixteen (Chuck Berry) | 4:10 |

## Album
Het album Watt is opgenomen in september 1970 in de Olympic Sound Studios in Londen en op grammofoonplaat uitgebracht op 15 december 1970. Het is voor het eerst op compact disc verschenen in 1997. Het album is geproduceerd door Ten Years After, in samenwerking  met Chris Wright, Andy Johns en Chris Kimsey. Op de voorkant van de hoes zitten de bandleden in het gras, met op de achtergrond een luchtballon waarop in grote letters WATT staat vermeld. Op de achterkant van de hoes staat een hoog flatgebouw. Op de (rood gekleurde) binnenhoes  staan grote geluidspanelen en informatie (credits) over het album. Het ontwerp is van John Fowlie, samen met Alan Black en Graham Nash (bekend van Crosby, Stills en Nash). 

## Ontvangst
Dit album behaalde een 21 ste plaats in de albumlijst in de Verenigde Staten. In Engeland bereikte het een vijfde plek. 